# Zlato za odvažne (1970.)
Zlato za odvažne, (poznat i pod nazivima Kellyjevi junaci i Kellyjevi heroji; eng. Kelly's Heroes) američka je ratna komedija iz 1970. godine redatelja Briana G. Huttona s Clintom Eastwoodom, Tellyjem Savalasom, Donom Ricklesom, Carrollom O'Connorom i Donaldom Sutherlandom u glavnim ulogama. Premda je to ratni film, radnja i likovi slični su onima iz vesterna. Snimljen je u produkciji kompanija Metro-Goldwyn-Mayer, Katzka-Loeb, Avala Film i The Warriors Company. Većina filmskih prizora snimana je u Hrvatskoj, u Vižinadi.

## Radnja
Tijekom prodora u rujnu 1944.,35.američka pješačka divizija se približava gradu Nancyu.Jednom od mehaniziranih izviđačkih vodova je zapovjeđeno da drže svoj položaj kad odjednom počne njemački protunapad.Brojno manji vod dobije isto prijateljsku vatru od minobacača.
Vojnik Kelly,bivši poručnik skrivljen za propali pješački napad,zarobi pukovnika Dankhopfa iz obavještajne Wehrmachta. Ispitujući ga ,Kelly primijeti aktovku punu zlatnih poluga skrivenih ispod olovne oplate.Znatiželjan,napije pukovnika i saznaje da je u banci udaljenoj 48 km skladišteno 14 tisuća zlatnih poluga u vrijednosti 16 milijuna dolara (današnjih 215 milijuna dolara).Nakon povlačenja,Tiger tenk ubija Dankhopfa.
Kelly odluči ići za zlatom.Posjećuje oportunističkog plaćenika,narednika Crapgame da mu dade zalihe i oružje za operaciju.Tenkovski Zapovjednik voda Oddball sa svoja tri Sherman tenka se pridružuje s njima ističući rečenicu - To će vam dati lijep okvir. Nakon razgovora s pohlepnim zapovjednim časnikom Maitlandom,vod se rado pridrużuje Kellyu zajedno s ciničnim narednikom Big Joe.
Kelly odlučuje da vojnici i tenkovi idu odvojeno da se susretnu kasnije blizu grada Clermonta. Oddballovi tenkovi napreduju u pročišćavanju puta za ostale,usput uništi željezničko skladište. Problem nastaje kad dođu do uništenog mosta od strane Savezničkih bombardera i lovaca. Oddball zove radijom inženjerijsku satniju za pomoć. Dolazi opet do još jedne pogreške. Američki lovac uništava njihova vozila pa vod mora ići pješice. Kad uđu u minsko polje,vojnik Grace pogiba. Većina se vojnika izvuče osim vojnika Mitchella i razvodnika Joba, koji su zapeli i poginuli od dolazećeg njemačkog konvoja.
Dvije skupine se susretnu dvije noći kasnije.Počne bitka kod rijeke prije grada,gdje izgube dva od tri tenka.Oni idu dalje ostavljajući inženjere kod mosta.Kada se čuju privatne radijske poruke,privuče ogromnu pažnju generala bojnika Colta jer ih krivo razumije poruku misleći da idu na prvu crtu obrane te zapovjedi svim jedinicama da idu naprijed na vlastitu inicijativu zbog iskorištavanja 'proboja'.
Kelly saznaje da Clermont brane 3 Tiger tenka koja zajedno sa SS pješačkom potporom.Uspijevaju uništiti pješačku potporu i 2 tenka,ali se Oddballov Sherman pokvari,a treći Tiger tenk je točno ispred banke. U pat poziciji su,pa nakon dogovora prihvate Crapgameov prijedlog o pregovori.Kelly ponudi zlato tenkovskom SS zapovjedniku,što ovaj prihvati.Nakon što Tiger raznese vrata od banke,Nijemci i Kellyevi vojnici  (zajedno s njim)  podijele podjednako plijen.Svatko otiđe sa svojim putem,jedva uspijevaju izbjeći sastanak s general bojnikom Coltom.Big Joe je rekao generalu da misle stanovnici da je on Charles de Gaulle.

## Produkcija
Film je trebao imati junakinju, no taj je ženski lik još prije početka snimanja filma izbačen je iz scenarija. Za tu je ulogu bila izabrana Ingrid Pitt, koja je te godine glumila s Eastwoodom u filmu Orlovo gnijezdo (U orlovom gnijezdu). Otkrila je da se "već ukrcavala u zrakoplov koji je putovao u Jugoslaviju kad je stigla vijest da joj je uloga izrezana iz scenarija".
Snimalo se od srpnja 1969. do prosinca. Snimanja su bila u hrvatskom seocetu Vižinadi i Londonu. Jugoslavija je bila izabrana ponajviše zato što zarade od prijašnjih prikazivanja filmova tamo nisu smjele biti iznesene iz zemlje, ali ih se moglo koristiti za financiranje produkcije. Drugi razlog zašto je izabrana Jugoslavija je taj što je 1969. Jugoslavija bila jedna od rijetkih zemalja čija je vojska još uvijek bila opremljena funkcionalnom mehanizacijom iz Drugoga svjetskoga rata, i njemačkom i američkom, što je umnogome pojednostavljivalo logistiku.
Metro-Goldwyn-Mayer je izrezao dvadesetak minuta filma prije nego što je film pušten u kina. Promijenio je i naslov filma: izvorni je naslov bio Ratnici (engl. The Warriors), a taj je u postprodukciji promijenjen u Kellyjevi ratnici (engl. Kelly's Warriors) i potom u Kellyjevi junaci (engl. Kelly's Heroes).
Eastwood je u intervjuima koje je dao poslije rekao da je bio vrlo razočaran naknadnim izrezivanjima koje je napravio MGM, jer je osjećao da su mnogi izbačeni prizori ne samo davali dubinu likovima, nego i film činili mnogo boljim. Neki od izbačenih prizora prikazani su u promocijskim materijalima i opisani u intervjuima s glumcima i osobljem za posebni članak Cinema Retro-a o Kellyjevim junacima.

## Vanjske poveznice
- Zlato za odvažne u internetskoj bazi filmova IMDb-a